# Vanessa Hudgens

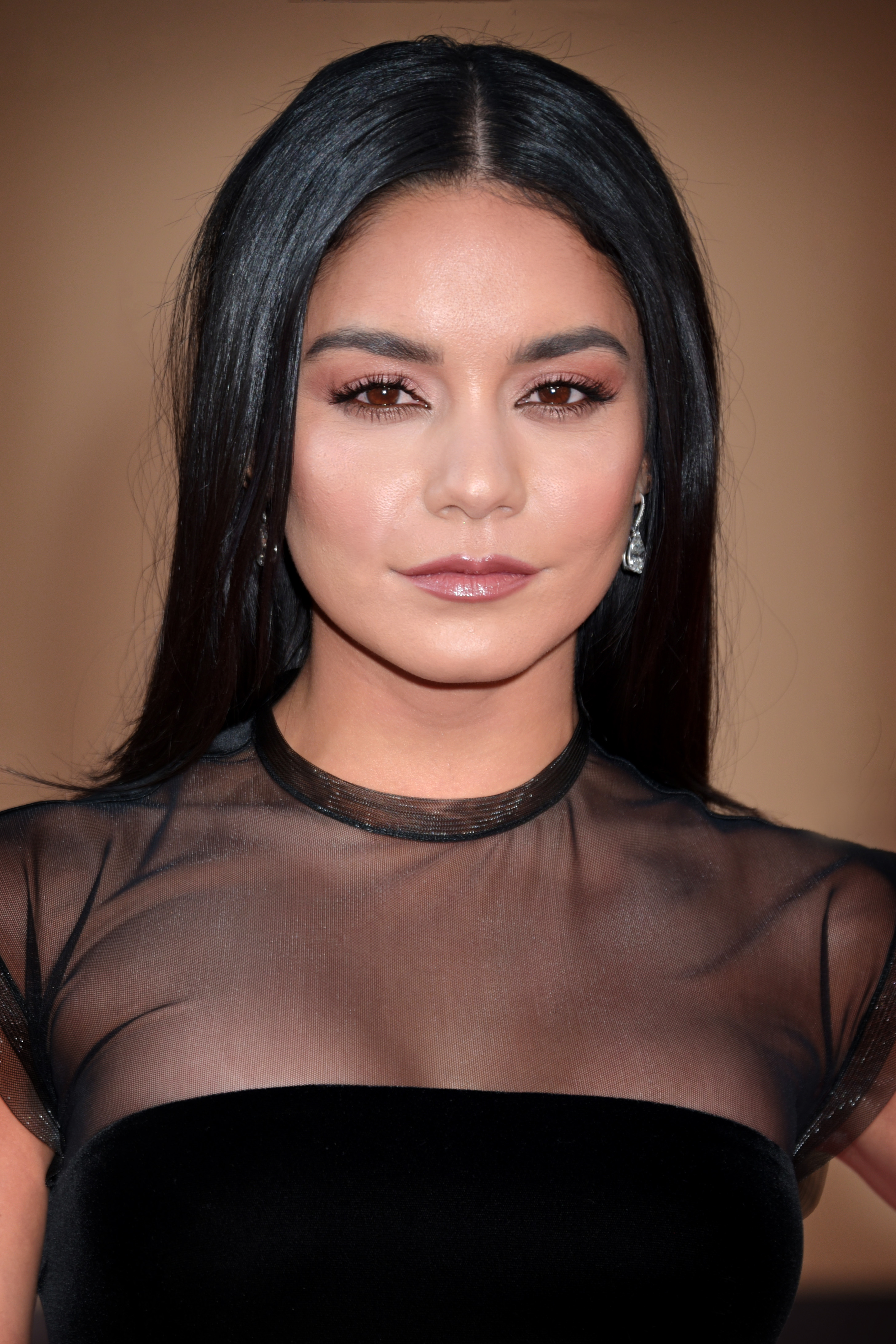
Vanessa Hudgens (2019)

Vanessa Anne Hudgens (* 14. Dezember 1988 in Salinas, Kalifornien) ist eine US-amerikanische Schauspielerin und Sängerin.
Hudgens’ Karriere begann mit einem Gastauftritt in der Fernsehserie Still Standing. Ihren Durchbruch als Schauspielerin schaffte sie mit dem Musical-Fernsehfilm High School Musical im Jahr 2006. Sie bekam kleinere Rollen in Fernsehserien wie Drake & Josh, Hotel Zack & Cody und Robot Chicken und war in namhaften Filmen zu sehen, unter anderem Bandslam – Get Ready to Rock!, Sucker Punch und Die Reise zur geheimnisvollen Insel.
Hudgens’ Debütalbum V wurde im September 2006 veröffentlicht und erhielt in den Vereinigten Staaten eine Goldene Schallplatte. Zwei Jahre später erschien ihr zweites Album namens Identified.

## Leben

### Kindheit und Jugend
Hudgens wurde am 14. Dezember 1988 in Salinas im US-Bundesstaat Kalifornien als Tochter von Gregory Hudgens und Gina Guangco geboren. Ihr Vater, ein Feuerwehrmann, hat irische sowie indianische Vorfahren und starb im Januar 2016 an Krebs. Ihre Mutter arbeitete in verschiedenen Büroberufen und ist eine Filipina mit chinesischer sowie spanischer Abstammung. Hudgens hat eine sieben Jahre jüngere Schwester namens Stella, die ebenfalls Schauspielerin ist. Sie wuchs zunächst in San Diego auf und lebte dann mit ihrer Familie an verschiedenen Orten der US-amerikanischen Westküste.
Im Alter von acht Jahren spielte Hudgens in vielen lokalen Musicals wie Evita, Carousel, Der Zauberer von Oz, The King and I, The Music Man und Aschenputtel mit. Nebenbei nahm sie Gesangs-, Tanz- und Klavierstunden. Nach der Grundschule besuchte sie die Orange County High School of the Arts in Santa Ana. Auf Veranlassung ihrer Eltern erhielt sie ab der siebten Klasse privaten Unterricht zu Hause. Nach einem längeren Aufenthalt in London zog sie mit ihrer Familie nach Los Angeles, da sie einen Auftritt in einer Fernsehwerbung gewonnen hatte.
2006 wurde ihr Vermögen auf zwei Millionen US-Dollar geschätzt. Anfang des Jahres 2007 zählte Hudgens laut dem US-amerikanischen Forbes Magazine zu den am besten verdienenden Stars unter 21 in Hollywood. In der im Dezember 2008 vom Forbes Magazine veröffentlichten Liste der reichsten Stars unter 30 rangierte Hudgens mit einem Vermögen von rund drei Millionen US-Dollar auf Platz 20.
Im Jahr 2008, im Alter von 19 Jahren, kaufte sie ein Haus in Studio City, einem Stadtteil von Los Angeles, für 2,75 Millionen US-Dollar.

### Privates
Sie und ihr Schauspielkollege Zac Efron trafen sich im Jahr 2005 während der Dreharbeiten zu dem Film High School Musical zum ersten Mal. Hudgens und Efron sprachen gemeinsam für den Musicalfilm vor und bekamen auf Anhieb die Rollen, da die Chemie zwischen den beiden sofort stimmte. Ungefähr zwei Jahre später bestätigte die US-amerikanische Zeitschrift People, dass Hudgens seit 2005 mit Efron liiert ist. Schließlich trennten sich die beiden nach fünf Jahren im Dezember 2010. „Fernbeziehungen sind immer schwer. Wenn man nicht von Angesicht zu Angesicht sprechen kann, ist es einfach nicht das Gleiche“, begründete Hudgens die Trennung im März 2011 in einem Interview mit der Zeitschrift Shape.
2011 war Hudgens für eine kurze Zeit mit ihrem Co-Star aus Die Reise zur geheimnisvollen Insel, Josh Hutcherson, zusammen. Im November 2011 wurde bestätigt, dass Hudgens eine Beziehung mit dem Schauspieler Austin Butler führte.
Hudgens war ab 2020 mit dem Baseballspieler Cole Tucker liiert. Im Dezember 2023 heiraten die beiden. 2024 kam ihr erstes gemeinsames Kind zur Welt.

### Rechtsstreitigkeiten
Rechtsanwalt Brian Schall verklagte Hudgens im Jahr 2007 wegen eines angeblichen Vertragsbruchs. Im Gegenzug für seine Dienste als Anwalt sollte Schall laut einem von Hudgens unterschriebenen Vertrag mit einem Gewinnanteil von fünf Prozent an ihrer Gesangskarriere beteiligt werden. Schall forderte daher 150.000 US-Dollar, nachdem Hudgens über fünf Millionen US-Dollar verdient hatte. Hudgens argumentierte, dass sie zum Zeitpunkt des Vertragsabschlusses im Oktober 2005 minderjährig war und somit keine Ansprüche aus dem Vertrag abgeleitet werden könnten. Am 9. Oktober 2008 wurde die Klage zurückgenommen. Papiere, die beim Gericht eingereicht wurden, besagen jedoch, dass der Vertrag eines Minderjährigen anfechtbar ist und der Unterzeichnende haftbar gemacht werden kann.
2008 wurde Hudgens von Johnny Vieira auf fünf Millionen US-Dollar verklagt, weil sie angeblich ihren Erfolg zum Teil seinen Management-Dienstleistungen zu verdanken habe und sie ihr ursprüngliches Team aufgegeben hatte, nachdem sie durch High School Musical auf der ganzen Welt bekannt geworden war. Anfang Mai 2009 war der Fall erledigt. Gemäß einem Anwalt konnte der Rechtsstreit auf eine akzeptable Art gelöst werden, über den genauen Ausgang ist jedoch nichts bekannt.

### Skandalfotos
Am 6. September 2007 tauchten Nacktfotos von Hudgens im Internet auf, die für ihren damaligen Freund Zac Efron gedacht waren. Ein Pressesprecher bestätigte, dass es sich um Privatfotos handle und es bedauernswert sei, dass die Fotos im Internet veröffentlicht wurden. Hudgens entschuldigte sich später öffentlich und sagte, dass es ihr sehr peinlich sei und sie bereue, diese Fotos gemacht zu haben.
In den Medien wurde spekuliert, dass Hudgens aufgrund dieses Vorfalls keine Rolle im dritten Teil der High-School-Musical-Serie erhalten würde. Disney hielt dennoch für High School Musical 3: Senior Year an ihr fest und sie rechtfertigte sich, dass sie daraus eine wertvolle Lektion gelernt habe.

“I’m much better now. But truthfully I don’t like talking about it. It was something that was meant to be private, and even though it isn’t anymore, I’d still like to keep it as private as I can. It was very traumatic, and I am extremely upset it happened. I hope all my fans can learn from my mistake and make smart decisions. But I wouldn’t have been able to get through it if it wasn’t for my family, friends, and fans, who supported me all along the way.”

„Ich fühle mich jetzt viel besser. Aber, ehrlich gesagt, mag ich nicht darüber sprechen. Es war etwas, das für den privaten Gebrauch gedacht war, und auch wenn es das jetzt nicht mehr ist, versuche ich immer noch, es so gut wie möglich privat zu halten. Es war sehr traumatisch, und ich bin sehr aufgebracht über das, was passiert ist. Ich hoffe, meine Fans können aus meinem Fehler lernen und kluge Entscheidungen treffen. Jedoch wäre es mir nicht möglich gewesen, da durchzukommen, wenn mich meine Familie, Freunde und Fans auf diesem Weg nicht unterstützt hätten.“

Im August 2009 wurden weitere Bilder, die Hudgens mit nacktem Oberkörper zeigen, im Internet veröffentlicht. Hudgens nahm dieses Mal keine Stellung zu den Fotos, ihre Anwälte forderten jedoch die Entfernung der Bilder aus dem Internet. Gegen Ende des Jahres 2009 verklagte Hudgens die Internetseite www.moejackson.com für das Veröffentlichen von privaten Nacktfotos. Am 15. März 2011 wurden weitere Nacktfotos sowie ein Video von Hudgens ins Internet gestellt.

### Soziales Engagement
Hudgens engagiert sich für mehrere Charity-Projekte – unter anderem für die Organisation Best Buddies, für das Lollipop Theater Network und für die VH1 Save The Music Foundation. Sie unterstützt zudem das St. Jude Children’s Research Hospital, ein weltbekanntes und führendes Krankenhaus für maligne Erkrankungen bei Kindern. Im Jahr 2009 steuerte Hudgens ein Lied für die siebte Ausgabe des Compilation-Albums A Very Special Christmas bei. Die Erlöse aus dem Verkauf des Tonträgers kamen der Sportbewegung Special Olympics zugute. Neben anderen Berühmtheiten wie Zac Efron, Dakota Fanning und Kristen Bell ist sie seit 2010 Teil der Kampagne Stand Up to Cancer, eines Wohltätigkeitsprojekts zur Bekämpfung von Krebs.

## Karriere

### Schauspielkarriere

#### 2003–2008: Anfänge undHigh School Musical

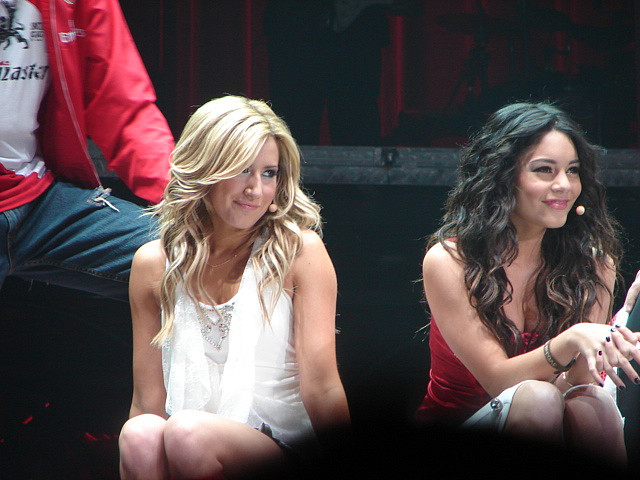
Vanessa Hudgens mit Ashley Tisdale bei High School Musical Live (2006)

Ihre erste Filmrolle hatte Hudgens 2003 im Film Dreizehn als Noel an der Seite von Evan Rachel Wood und Nikki Reed. Es folgten weitere Rollen, wie zum Beispiel 2004 als Tintin in Thunderbirds sowie diverse Auftritte in Fernsehserien wie Still Standing, Robbery Homicide Division, The Brothers Garcia, Quintuplets, Drake & Josh und Hotel Zack & Cody.
Ursprünglich wollte Hudgens im Jahr 2005 für die Fernsehsendung American Idol vorsprechen. Sie war zu diesem Zeitpunkt jedoch noch zu jung, da das Alterslimit der Sendung bei 16 Jahren liegt. Nach ihrem 16. Geburtstag war sie aber bereits mit den Dreharbeiten zum Disney Channel Original Movie High School Musical beschäftigt, daher bewarb sie sich nicht für die US-amerikanische Castingshow. Mit der Premiere des Musical-Fernsehfilm im Januar 2006 schaffte sie zusammen mit der restlichen Besetzung den Durchbruch. In den Vereinigten Staaten wurde die Produktion von 7,7 Millionen und weltweit von über 225 Millionen Zuschauern gesehen. In dem Film spielt sie an der Seite von Zac Efron die Rolle der Gabriella Montez. Im deutschsprachigen Raum wurde der Film am 2. September 2006 im Pay-TV und am 17. September 2006 im Free-TV ausgestrahlt. Aufgrund ihrer Leistung im ersten Teil des Musical-Films wurde sie für verschiedene Auszeichnungen nominiert.
Von März bis April 2007 wurde in St. George und Salt Lake City im US-Bundesstaat Utah die Fortsetzung zu High School Musical, High School Musical 2, gedreht, welche in den Vereinigten Staaten am 17. August 2007 ihre Premiere auf dem Disney Channel feierte. In Deutschland wurde die Erstausstrahlung am 22. September 2007 auf Sky gezeigt. Der Film stellte mit 17,24 Millionen Zuschauern – 10 Millionen mehr als beim Vorgänger – einen neuen Zuschauerrekord im US-amerikanischen Kabelfernsehen auf.
Im Februar 2008 fanden die Dreharbeiten zur Komödie Bandslam statt, in welcher Hudgens die 15 Jahre alte, beliebte Schülerin Sam spielt, welche zusammen mit dem Außenseiter Will eine Rockband gründet und an einem Musikwettbewerb ihrer Schule teilnimmt. Der Film feierte am 14. August 2009 in den USA und am 19. November 2009 in Deutschland Premiere.
Vom 3. Mai bis Ende Juni 2008 nahm Hudgens im US-Bundesstaat Utah an den Dreharbeiten zum dritten und teuersten Teil der High-School-Musical-Reihe, High School Musical 3: Senior Year, teil. Im Gegensatz zu seinen beiden Vorgängern, die als Disney Channel Original Movie im Fernsehen lief, wurde dieser Teil für die Kinos produziert. In den USA lief der Film am 24. Oktober an, in Deutschland bereits am 23. Oktober 2008. Bei der deutschen Premiere, die am 5. Oktober 2008 in München stattfand, waren Hudgens, Zac Efron, Ashley Tisdale, Corbin Bleu und Kenny Ortega anwesend. Mit Einnahmen von 42 Millionen Dollar erreichte der Film gleich am ersten Wochenende einen neuen US-Rekord und belegte Platz eins der US-amerikanischen Kino-Charts. Dieser Film war Hudgens’ letzte Zusammenarbeit mit der Walt Disney Company.

#### 2009–2012: Erste Auftritte in Spielfilmen nachDisney

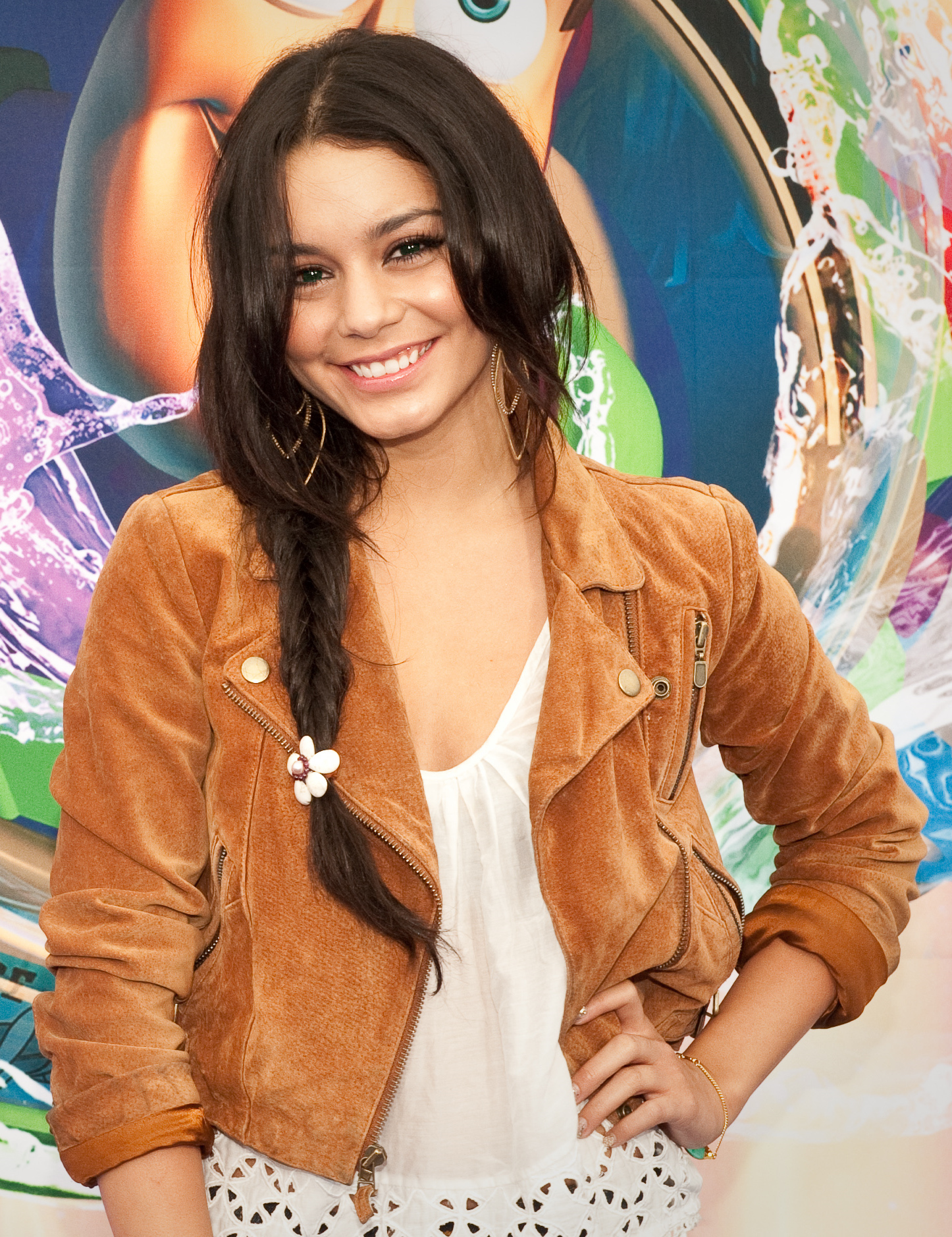
Vanessa Hudgens (2010)

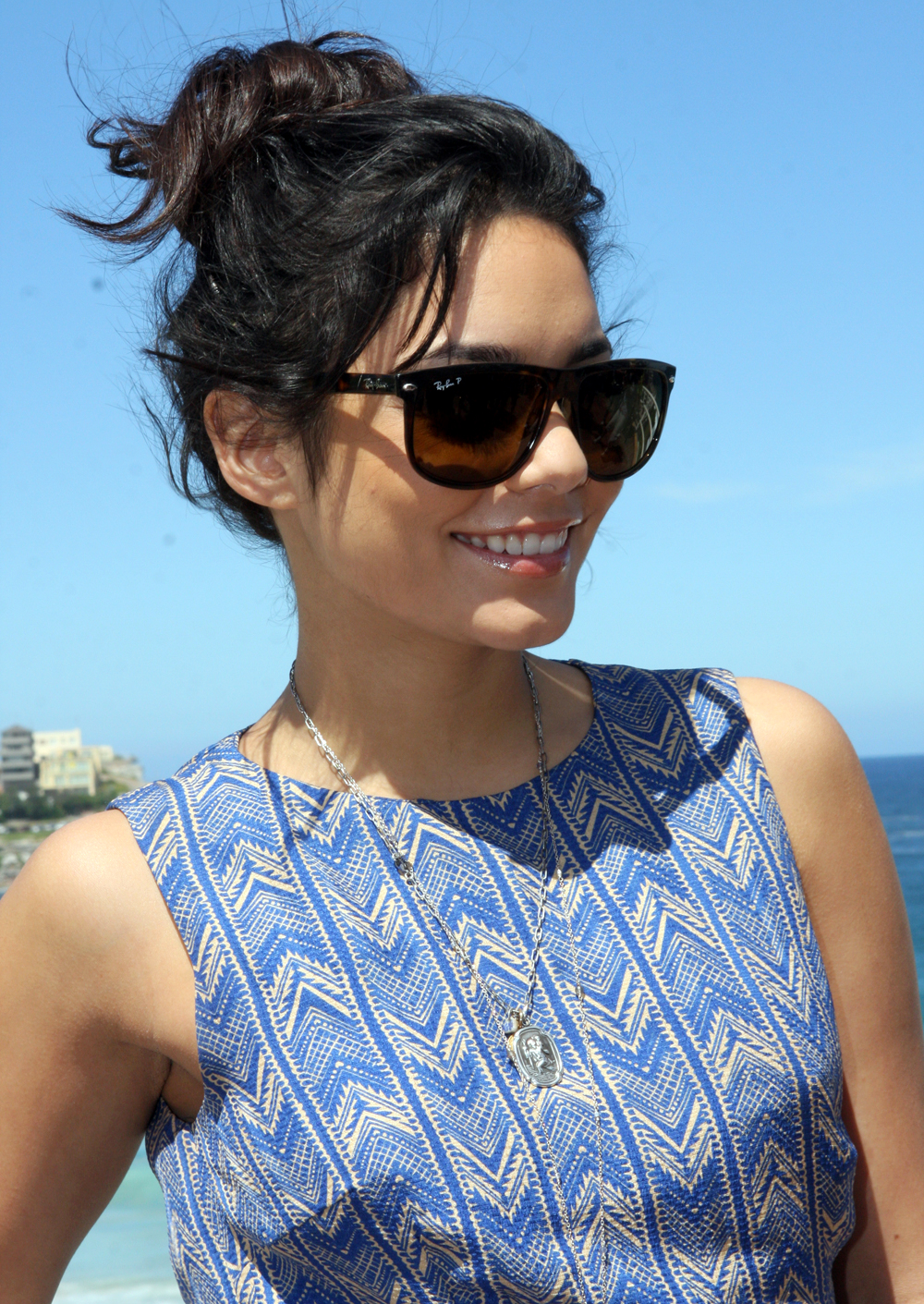
Hudgens im Januar 2012 in Sydney

Bei den 81. Academy Awards am 22. Februar 2009 trat Hudgens gemeinsam mit Zac Efron, Hugh Jackman, Beyoncé Knowles, Amanda Seyfried und David Cooper in einem Musical-Medley auf. Durch den Auftritt von jungen Schauspielern erhoffte sich die American Broadcasting Company, welche die Oscar-Verleihung im Fernsehen überträgt, nach der Quoten-Flaute im vorherigen Jahr eine höhere Einschaltquote.
Von Juni bis August 2009 nahm Hudgens an der Seite von Alex Pettyfer, Mary-Kate Olsen und Neil Patrick Harris an den Dreharbeiten zum Fantasy-Romantik Kinofilm Beastly teil. In dem Film, welcher eine Anlehnung an das Märchen Die Schöne und das Biest ist und auf der gleichnamigen Novelle von Alex Flinn basiert, spielte sie die Rolle der Lindy, alias die Schöne. Der Film wurde am 18. März 2011 in den Vereinigten Staaten und am 14. April 2011 in Deutschland herausgebracht.
Ein weiterer Kinofilm, in dem Hudgens mitspielte, ist Sucker Punch. Dieser erschien in den Vereinigten Staaten am 25. März 2011 und am 31. März 2011 in Deutschland. In dem Action-Fantasy-Film spielte Hudgens neben Emily Browning, Jena Malone, Abbie Cornish und Jamie Chung die Rolle der Blondie. Der Film thematisiert in der Handlung die neurochirurgische Operation Lobotomie. Zack Snyder, der Regisseur, beschrieb den Film zu Beginn der Produktion im Jahr 2007 als „Alice im Wunderland mit Maschinengewehren“.
Im Jahr 2010 kehrte Hudgens kurzzeitig zum Theater zurück und spielte die Rolle der HIV-positiven Mimi in dem Musical Rent. Das Stück wurde vom 6. August bis zum 8. August 2010 am Hollywood Bowl unter der Leitung von Neil Patrick Harris aufgeführt. Nachdem bekannt geworden war, dass Hudgens an der Produktion beteiligt sein wird, erhielt sie fast ausschließlich schlechte Kritik, Harris hielt dennoch an ihr fest und erklärte: „Vanessa Hudgens ist großartig. Sie ist eine gute Freundin. Ich bat sie für ein Vorsingen herein, um sicherzustellen, dass sie das Zeug für diesen Auftritt hat. Sie war sehr engagiert und schien große Freude zu haben.“ („Vanessa Hudgens is awesome. She’s a friend. I asked her to come in and sing to make sure she had the chops for it. And she was very committed and seemed great.“)
Am 15. Oktober 2010 wurde Vanessa Hudgens als Love Interest für Sean Anderson in dem Film Die Reise zur geheimnisvollen Insel verpflichtet. In der Fortsetzung des 2008 veröffentlichten Films Die Reise zum Mittelpunkt der Erde spielt sie die pazifische Inselbewohnerin Kailani, die während des Abenteuers von Anderson und Parsons dazu stößt. An ihrer Seite spielen unter anderem Dwayne Johnson, Josh Hutcherson und Michael Caine. Der Film wurde am 19. Januar 2012 in Sydney uraufgeführt und kam in den Vereinigten Staaten am 10. Februar 2012 und in Deutschland am 1. März 2012 in die Kinos.
Im November 2011 gab Hudgens auf ihrer offiziellen Webseite bekannt, dass sie an der Seite von Selena Gomez, James Franco und Emma Roberts in Spring Breakers mitspielen werde. Doch Roberts lehnte die Rolle im Film Anfang des Jahres 2012 ab, weshalb Ashley Benson gecastet wurde, um ihre Rolle zu übernehmen.

#### Seit 2013
Im April 2011 wurde bekannt, dass Hudgens in dem Independentfilm Gimme Shelter an der Seite von Brendan Fraser mitspielen wird. Sie verkörperte außerdem die Rolle der Cindy Paulson im Film Frozen Ground, der 2013 veröffentlicht wurde. Bei dem Film spielen unter anderem John Cusack und Nicolas Cage mit. Des Weiteren verpflichtete sich Hudgens dem Film Machete Kills, der Fortsetzung des im Jahr 2012 veröffentlichten Exploitationfilms Machete. Neben Hudgens spielte auch Danny Trejo, Mel Gibson, Jessica Alba, Michelle Rodriguez und Charlie Sheen in der Produktion mit. Der Kinostart fand im Jahr 2013 statt.
Von März bis Juni 2015 spielte Hudgens die Hauptrolle der Gigi im gleichnamigen Broadway-Musical in New York. Im selben Jahr verkörperte sie die Rolle der Lorelei in der Horrorkomödie Freaks of Nature an der Seite von Nicholas Braun und Ed Westwick. Am 31. Januar 2016 war Hudgens in dem Live-Fernsehfilm Grease: Live als Betty Rico zu sehen, welcher auf dem gleichnamigen Broadway-Musical basiert.
2018 war Hudgens in der Romantikkomödie Dog Days – Mit Herz und Hund zu sehen. Außerdem hatte sie die Doppelhauptrolle der Stacy De Novo und Margaret Delacourt in dem Netflix-Weihnachtsfilm Prinzessinnentausch innen und spielte an der Seite von Jennifer Lopez in Manhattan Queen mit. Im darauffolgenden Jahr war Hudgens in den zwei Netflix-Filmen Polar und The Knight Before Christmas in Hauptrollen zu sehen. Beim Letztgenannten war sie auch als Produzentin tätig. 2020 wirkt Hudgens neben Will Smith und Martin Lawrence in der Actionkomödie Bad Boys for Life in der Rolle der Maya Dunsmore mit.

### Gesangskarriere
Mit dem am 10. Januar 2006 in den Vereinigten Staaten erschienenen Soundtrack zum Film High School Musical schaffte Hudgens zusammen mit der restlichen Filmbesetzung direkt den Sprung auf den ersten Platz der US-amerikanischen Charts. Dabei gelang es ihr am 11. Februar 2006 als Filmsängerin mit fünf Liedern, davon drei Duetten und zwei weiteren Liedern mit der gesamten Filmbesetzung, gleichzeitig in den US-amerikanischen Single-Charts zu stehen. Das Album wurde in den Vereinigten Staaten mit vier Mal Platin ausgezeichnet und ist mit 4,8 Millionen verkauften Exemplaren das meistverkaufte Album 2006 innerhalb der Vereinigten Staaten.
Am 26. September 2006 brachte sie in den Vereinigten Staaten bei Hollywood Records, einem Label der Walt Disney Company, ihr erstes Studioalbum unter dem Namen V heraus. Es wurde am 9. Februar 2007 auch in Deutschland veröffentlicht. Hudgens sagte, dass der Titel des Albums für ihren Namen Vanessa und für Vielfalt stehe. V stieg im Oktober 2006 in die US-Billboard-Charts auf Platz 24 ein und verkaufte sich in dieser Woche 34.000-mal. In den Vereinigten Staaten wurden bis zum August 2009 über 570.000 Kopien verkauft. Weltweit liegen die Verkaufszahlen bei einer Million verkauften Tonträgern. Das Album erhielt in den Vereinigten Staaten eine Goldene Schallplatte und in Argentinien eine Platin-Schallplatte. Die erste Singleauskopplung Come Back to Me wurde am 25. August 2006 in den Vereinigten Staaten veröffentlicht. In den Vereinigten Staaten schaffte es die Single bis auf Platz 55 der Billboard Hot 100 und ist somit Hudgens’ erfolgreichste Single. Das Musikvideo zur Single wurde am gleichen Tag zum ersten Mal auf dem US-amerikanischen Disney Channel im Rahmen von The Cheetah Girls 2 ausgestrahlt. Am 12. Januar 2007 wurde die zweite Single unter dem Namen Say OK veröffentlicht. Diese war weniger erfolgreich und erreichte Platz 61 der US-amerikanischen Single-Charts. Das Video zu Say OK wurde zunächst am 12. Januar 2007 auf dem Disney Channel in einer speziell für Disney konzipierten Version ausgestrahlt, welche im Rahmen von High School Musical: The Concert bei einem Auftritt in Seattle, Washington gedreht wurde. Das eigentliche Video wurde zum ersten Mal am 16. März 2007 auf dem Disney Channel gezeigt. Es spielt am Strand von Los Angeles und in einem Bowling-Center. In dieser Version tritt auch ihr Filmpartner aus High School Musical, Zac Efron, auf. Im August 2007 gewann sie bei den Teen Choice Awards 2007 in der Kategorie Choice Music: Breakout Artist – Female und stach unter anderem die mitnominierte Amy Winehouse aus.
Im Dezember 2007 sang Hudgens zusammen mit anderen Sängern für den damaligen Präsident der Vereinigten Staaten, George Bush, beim National Building Museum in Washington.
Anfang 2008 fanden die Aufnahmen zu Hudgens’ zweitem Studioalbum Identified statt, welches am 1. Juli 2008 in den Vereinigten Staaten und am 13. Februar 2009 in Europa erschienen ist. Das Album schaffte es bis auf Platz 23 der US-amerikanischen Charts. Am 11. April 2008 wurde auf Radio Disney die Premiere der ersten und einzigen Singleauskopplung Sneakernight gespielt. Veröffentlicht wurde die Single am 27. Mai 2008 in den Vereinigten Staaten und am 8. Februar 2009 in Europa. Sneakernight erreichte Platz 88 der Billboard Hot 100. Ursprünglich sollte das Lied Identified als zweite Singleauskopplung veröffentlicht werden, diese wurde jedoch nie verkauft. Bei dem Song Amazed, der ebenfalls auf dem Album zu finden ist, wirkt die US-amerikanische Rapperin Lil’ Mama mit.
Ende 2008 erklärte Hudgens in einem Interview vorerst keine Musik mehr machen zu wollen und sich ausschließlich auf die Schauspielerei konzentrieren zu wollen. Sie schließt eine Rückkehr zur Musik jedoch nicht aus.
Am 22. Mai 2024 gewann Hudgens als Goldfish die elfte Staffel der US-amerikanischen Version von The Masked Singer.

### Modelkarriere
Hudgens hatte einen Werbevertrag über mehrere Spots von der US-amerikanischen Modekette Old Navy angeboten bekommen, für die sie bereits 2005 einen Bademodenwerbespot gedreht hatte. Seit 2007 ist sie mit Emma Roberts und Kollegin Hayden Panettiere das neue Gesicht von Neutrogena. Von 2007 bis 2009 war sie mit ihrer besten Freundin Ashley Tisdale bei Red by Marc Ecko als Model tätig. Anfang 2011 löste Hudgens Britney Spears als Werbegesicht für Candies ab.

## Filmografie

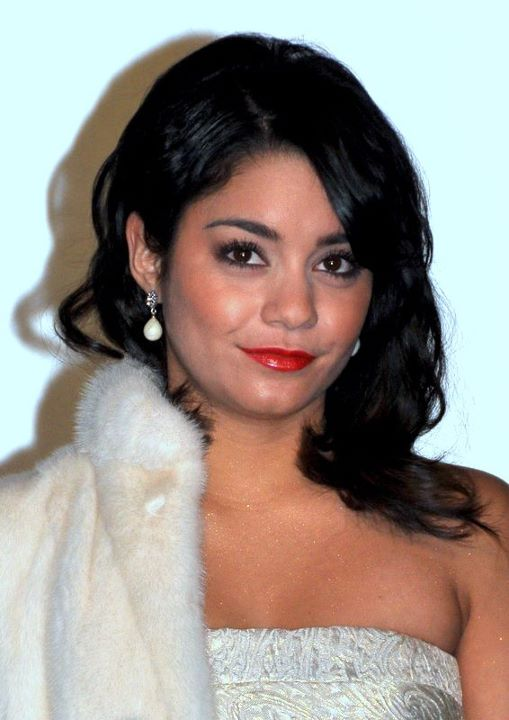
Vanessa Hudgens bei der Premiere von Die Reise zur geheimnisvollen Insel in Paris (2012)

Die deutschen Synchronstimmen von Hudgens kommen von Esra Vural sowie den Geschwistern Marieke und Leoni Kristin Oeffinger.

### Spielfilme
- 2003: Dreizehn (Thirteen)
- 2004: Thunderbirds
- 2006: High School Musical (Fernsehfilm)
- 2007: High School Musical 2 (Fernsehfilm)
- 2008: High School Musical 3: Senior Year
- 2009: Bandslam – Get Ready to Rock! (Bandslam)
- 2011: Beastly
- 2011: Sucker Punch
- 2012: Die Reise zur geheimnisvollen Insel (Journey 2: The Mysterious Island)
- 2012: Spring Breakers
- 2013: Frozen Ground (The Frozen Ground)
- 2013: Machete Kills
- 2013: Gimme Shelter
- 2015: Freaks of Nature
- 2016: Grease Live!
- 2018: Dog Days – Mit Herz und Hund (Dog Days)
- 2018: Prinzessinnentausch (The Princess Switch)
- 2018: Manhattan Queen (Second Act)
- 2019: Polar
- 2019: The Knight Before Christmas (auch als Produzentin)
- 2020: Bad Boys for Life
- 2020: Prinzessinnentausch: Wieder vertauscht (The Princess Switch: Switched Again, auch als Produzentin)
- 2021: My Little Pony: A New Generation (Stimme)
- 2021: Tick, Tick… Boom!
- 2021: Prinzessinnentausch 3: Auf der Jagd nach dem Stern (The Princess Switch 3: Romancing the Star, auch als Produzentin)
- 2023: Downtown Owl
- 2024: French Girl – Ein Tisch für Drei (French Girl)
- 2024: Bad Boys: Ride or Die

### Fernsehserien
- 2002: Still Standing (Folge 1x04 Das Geburtstagskonzert)
- 2002: Robbery Homicide Division (Folge 1x10 Had)
- 2003: The Brothers Garcia (Folge 4x02 New Tunes)
- 2005: Quintuplets (Folge 1x22 The Coconut Kapow)
- 2006: Drake & Josh (Folge 3x13 Der Schulfrischling)
- 2006: Hotel Zack & Cody (The Suite Life of Zack & Cody) (4 Folgen)
- 2006–2007: Disney 365 (3 Folgen)
- 2009: Robot Chicken (Folge 4x19 Especially the Animal Keith Crofford, Sprechrolle)
- 2012: Punk’d (Folge 9x05 Lucy Hale)
- 2017: Powerless
- 2018–2019: Drunk History (3 Folgen, verschiedene Rollen)
- 2024: The Masked Singer (Teilnehmerin Staffel 11, Gewinnerin)

### Musicals
- 2010: Rent
- 2015: Gigi
- 2016: Grease: Live (Fernsehmusical)
- 2019: Rent: Live (Fernsehmusical)

## Diskographie
Studioalben

| Jahr | Titel Musiklabel             | Höchstplatzierung, Gesamtwochen, AuszeichnungChartplatzierungen (Jahr, Titel, Musiklabel, Platzierungen, Wochen, Auszeichnungen, Anmerkungen) | Höchstplatzierung, Gesamtwochen, AuszeichnungChartplatzierungen (Jahr, Titel, Musiklabel, Platzierungen, Wochen, Auszeichnungen, Anmerkungen) | Höchstplatzierung, Gesamtwochen, AuszeichnungChartplatzierungen (Jahr, Titel, Musiklabel, Platzierungen, Wochen, Auszeichnungen, Anmerkungen) | Höchstplatzierung, Gesamtwochen, AuszeichnungChartplatzierungen (Jahr, Titel, Musiklabel, Platzierungen, Wochen, Auszeichnungen, Anmerkungen) | Höchstplatzierung, Gesamtwochen, AuszeichnungChartplatzierungen (Jahr, Titel, Musiklabel, Platzierungen, Wochen, Auszeichnungen, Anmerkungen) | Anmerkungen                                                  |
| Jahr | Titel Musiklabel             | DE | AT | CH | UK | US | Anmerkungen                                                  |
| ---- | ---------------------------- | --- | --- | --- | --- | --- | ------------------------------------------------------------ |
| 2006 | V Hollywood Records          | — | — | — | UK86 (4 Wo.)UK | US24 Gold · (32 Wo.)US | Erstveröffentlichung: 26. September 2006 Verkäufe: + 500.000 |
| 2008 | Identified Hollywood Records | DE60 (8 Wo.)DE | AT35 (6 Wo.)AT | CH74 (3 Wo.)CH | UK46 (3 Wo.)UK | US23 (8 Wo.)US | Erstveröffentlichung: 1. Juli 2008                           |

## Konzerte

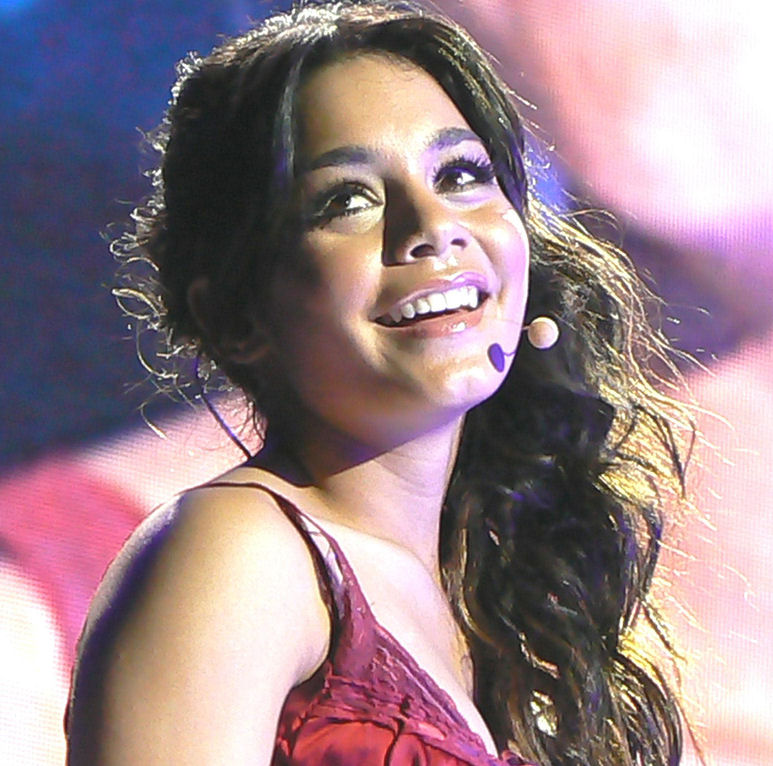
Vanessa Hudgens während eines Auftrittes bei High School Musical: The Concert (2007)

Von Oktober bis November 2006 war Hudgens mit der US-amerikanischen Künstlergruppe The Cheetah Girls auf der The Party’s Just Begun Tour. Von den insgesamt 58 Konzerten trat sie bei 15 Auftritten innerhalb der Vereinigten Staaten als Opening Act auf. Bei den restlichen Konzerten traten unter anderem Miley Cyrus, Jordan Pruitt und Everlife als Vorgruppe auf. Zu ihrer Setlist gehörten die Lieder Let’s Dance, Let Go, Never Underestimate a Girl Too Emotional und Come Back to Me aus ihrem Debütalbum V, welches am 26. September 2006 erschien.
Hudgens war in den Jahren 2006 und 2007 mit der Besetzung von High School Musical auf der High School Musical: The Concert Tournee. Die Tour beinhaltete insgesamt 51 Auftritte in den Vereinigten Staaten, Kanada und Lateinamerika und dauerte in der Regel 150 Minuten. Sie startete am 30. November 2006 in San Diego, USA und endete 29. Mai 2007 in Guadalajara, Mexiko. Gespielt wurden hauptsächlich Lieder aus dem ersten Teil der High-School-Musical-Serie, zudem sang Hudgens die Lieder Let’s Dance, Say OK und Come Back to Me aus ihrem Album V. Als Vorgruppe trat Jordan Pruitt auf. Zum Konzert wurde außerdem eine CD sowie eine DVD, die alle Auftritte eines Konzerts beinhalten, produziert. Da Zac Efron aufgrund der Dreharbeiten zum Film Hairspray verhindert war, sang sie die Duette mit Efron, namentlich What I’ve Been Looking For (Reprise) und Breaking Free, mit Drew Seeley. Er sang bereits für den Film wesentliche Teile von Zac Efrons Liedpassagen ein.
Die Identified Summer Tour fand vom 1. August bis zum 13. September 2008 in mehreren Städten der Vereinigten Staaten, Kanadas und Mexikos statt und beinhaltete 24 Konzerte. Auf dieser Tournee spielte sie als Headlinerin die Lieder aus ihrem Debütalbum V sowie aus ihrem zweiten Studioalbum Identified, welches am 1. Juli 2008 veröffentlicht wurde. Corbin Bleu, Jordan Pruitt, Drew Seeley und Mandy Moore, die alle aus der High-School-Musical-Serie bekannt sind, traten als Vorgruppe auf.

## Auszeichnungen und Nominierungen

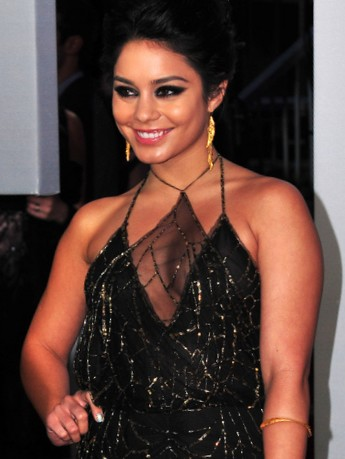
Vanessa Hudgens auf dem Roten Teppich bei den People’s Choice Awards (2012)

### Auszeichnungen
Teen Choice Award
- 2006: In der Kategorie Choice TV: Chemistry für High School Musical (mit Zac Efron)
- 2007: In der Kategorie Choice Music: Breakout Artist – Female
- 2008: In der Kategorie Choice Hottie – Female

Nickelodeon Kids’ Choice Awards
- 2009: In der Kategorie Favourite Female Movie Star für High School Musical 3: Senior Year

ShoWest
- 2010: In der Kategorie Female Star of Tomorrow

### Nominierungen
Imagine Foundation Awards
- 2006: In der Kategorie Best Actress – Television für High School Musical

Teen Choice Award
- 2006: In der Kategorie Choice TV: Breakout Star für High School Musical
- 2009: In der Kategorie Choice Movie: Liplock für High School Musical 3: Senior Year (mit Zac Efron)
- 2009: In der Kategorie Choice Hottie – Female
- 2009: In der Kategorie Choice Movie Actress: Movie/Dance für High School Musical 3: Senior Year
- 2011: In der Kategorie Choice Movie: Liplock für Beastly (mit Alex Pettyfer)
- 2011: In der Kategorie Red Carpet Fashion Icon – Female
- 2012: In der Kategorie Choice Movie Actress: Sci-Fi/Fantasy für Die Reise zur geheimnisvollen Insel

Young Artist Award
- 2007: In der Kategorie Best Performance in a TV Movie, Miniseries, or Special (Comedy or Drama) – Leading Young Actress für High School Musical

MTV Movie Awards
- 2009: In der Kategorie Breakthrough Female Performance für High School Musical 3: Senior Year
- 2009: In der Kategorie Best Kiss für High School Musical 3: Senior Year (mit Zac Efron)

People’s Choice Award
- 2011: In der Kategorie USA: Favourite Movie Star under 25

Nickelodeon Kids’ Choice Awards
- 2013: In der Kategorie Favourite Movie Actress für Die Reise zur geheimnisvollen Insel